# Linienstraße (Dortmund)

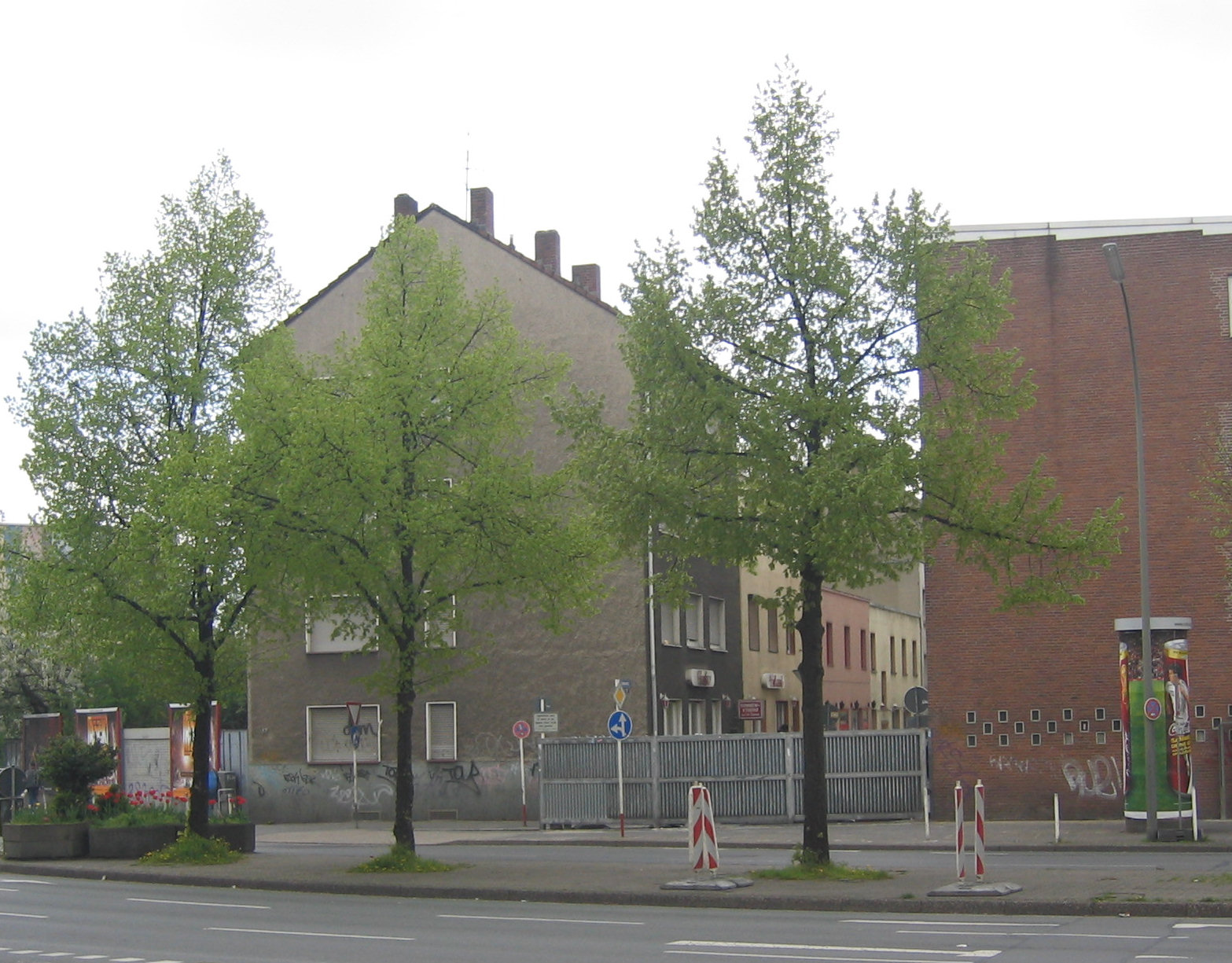
Südlicher Eingang zur Bordellstraße Linienstraße mit Sichtblende

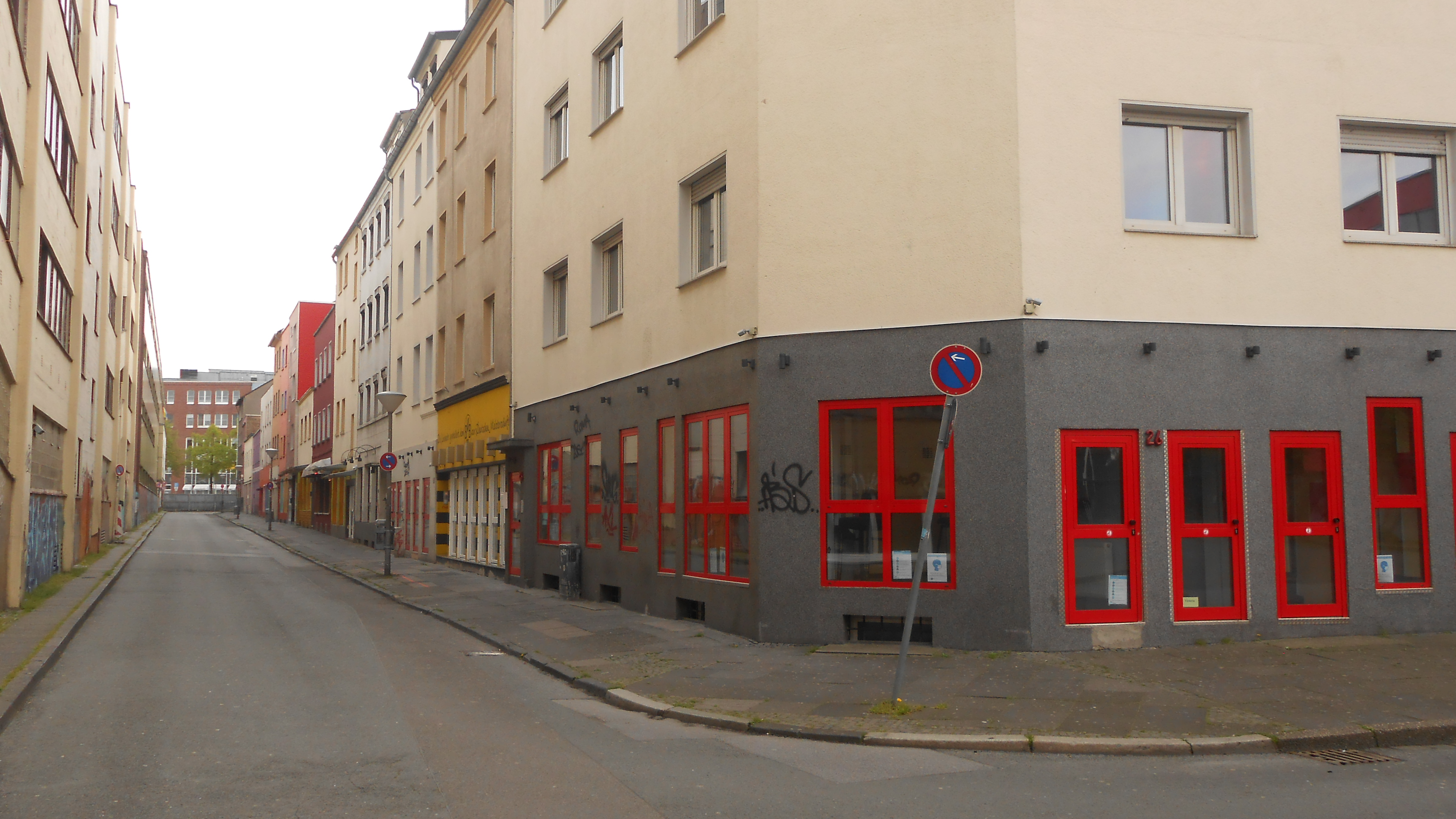
Linienstraße von Norden

Die Linienstraße ist eine Bordellstraße nördlich des Dortmunder Hauptbahnhofs im Dortmunder Stadtbezirk Innenstadt-Nord.
Seit 1904 dient die Linienstraße als Anlaufstelle für Freier. Die Straße ist etwa 200 Meter lang, der Zugang zur Linienstraße ist durch eine Sichtblende von anderem öffentlichen Raum abgetrennt. Ein Hinweisschild mit einem Bezug auf ein nicht mehr relevantes Gesetz aus dem Jahre 1957 erlaubt den Zugang nur für Erwachsene. In der Linienstraße findet sich zumeist Wohnungsprostitution, wobei die Dienstleistungen und Preise in der Regel an den Fenstern ausgehandelt werden.
In der Nähe befand sich bis 2017 mit dem Studio X auch ein größerer Komplex mit Pornokinos und Sexshop.